# Ringland (Norfolk)
Ringland is een civil parish in het bestuurlijke gebied Broadland, in het Engelse graafschap Norfolk met 250 inwoners.